# Église Saint-Pierre de Dieulefit
Pour les articles homonymes, voir Église Saint-Pierre.
L'église Saint-Pierre est une église catholique située à Dieulefit, en France.

## Localisation
L'église est située dans le département français de la Drôme, sur la commune de Dieulefit.

## Historique
L'édifice est inscrit au titre des monuments historiques en 1926.